# صومعه پارم
 صومعه پارم  (به فرانسوی: La Chartreuse de Parme) آخرین اثر استاندال نویسنده فرانسوی، که در ۱۸۳۹ انتشار یافت.

## ماجرای داستان
نویسنده، در فصل اول که عنوان آن «میلان در ۱۷۹۶» است، بر مبنای اعترافهای یک ستوان فرانسوی، به نام روبر، ما را با مارکی دل دونگو ی پیر، هوادار اتریش و مرتجع ددمنش، و مخصوصاً دو زن، مارکیز جوان و خواهر مارکی، یعنی ژینا آشنا می‌کند. نویسنده با اشاره‌های سریع، تلقین می‌کند که قهرمان جوان داستان، «مارکی جوان» فابریس دل دونگو، ثمره رابطهٔ روبر و مارکیز است. این پس در دوره پرهیجان و پرافتخار جنگ‌های ناپلئون بزرگ می‌شود.

در قصر گریانتا در ساحل دریاچه کوم، که پدر و برادر بزرگش نماینده ارتجاع و تاریک‌اندیشی‌اند، سخت به مادر و عمه ژینای خود (که بیوه یکی از افسران ناپلئون است) دل بسته است. فابریس، در ۱۸۱۵، به شنیدن خبر بازگشت ناپلئون از جزیره الب، از خانه می‌گریزد تا به اتفاق وی بجنگد. پس از ماجراهای افسانه‌ای، عصر روز نبرد واترلو، به واترلو می‌رسد؛ بی‌آنکه چیز مهمی دریابد. شاهد نبرد و بعد گرفتار سیل عقب‌نشینی می‌شود. در بازگشت چون مارکی دل دونگو او را از قصر می‌راند به نزد عمه‌اش در پارم پناه می‌برد. در واقع، ژینای بسیار زیبا که بیوه مانده‌است، با نخست‌وزیر شاهزاده پارم، کنت موسکا، آشنایی پیدا کرده و برای حفظ ظاهر، با دوک دو سانسورینا ی پیر ازدواج کرده‌است و زینت دربار حاکم ظالم و کوچک پارم است .

فابریس جوان، اکنون که راه افتخار نظامی به رویش بسته شده است، در چنین محیطی، برای معاضدت جاه‌پرستی عمه‌اش، آماده پیش گرفتن راه کشیشی می‌شود و معاون اسقف پیر می‌گردد. اما، جوانیِ آتشین او، که هدفی حقیقی ندارد، او را به عشقهای پرحادثه و آسان می‌کشاند ...

## تحلیل داستان
بخش آخر داستان، به عقیده همگان، بی‌اندازه شتابزده نوشته شده‌است و اندکی جنبه تصنعی دارد. اما چنین عیبی کافی نیست که به زیبایی این شاهکار لطمه بزند. استاندال در این کتاب، تمام کمال مطلوب خویش را در زمینه هنر و زندگی، سراب دوردست افتخارات ناپلئون، حادثه پردازی، عشق بسیار عمیق به ایتالیای عصر خود و حتی ایتالیای دوره رنسانس به نحو زیبایی تصویر کرده‌است. در این کتاب استاندال لحن تازه‌ای هست. ماجراهای قهرمانش با نوعی حزن و سودای آمیخته به حسرت و اغماضی عاشقانه نشان داده می‌شود، و رمان به حلاوت خیالی و غیرواقعی شعری رمانتیک نزدیک می‌شود. تجزیه و تحلیل روانی بسیار باریک‌بینانه، اتقان سرسختانه و موجز سبک، ملاحظات فلسفی-اخلاقی، و خلاصه، همه چیز به برکت رؤیای صادقانه و نادری که در بهترین صفحه‌ها به حد لطافت آهنگ‌های ترانه‌ای می‌رسد، تغییر شکل می‌پذیرد. برخی از واقعه‌های کتاب همچنان اشتهار دارد: تجسم بسیار بدیع نبرد واترلو و زندگی فابریس در برج، از این‌گونه صحنه‌ها و واقعه‌هاست. اما بالاترین ارزش و شایستگی راستین کتاب همچنان در این است که نویسنده‌ای با خصلت و فطرت استاندال، که به نحوی چنان دلنشین اهل تجزیه و تحلیل و اهل اندیشه است، خویشتن را، به وجهی موفق، به دست تخیل رها می‌کند. این شاهکار، که تقریباً در زمان خودش ناشناخته ماند (و تنها سه چهار آشنا به رموز و اسرار به ارزش آن پی بردند)، امروزه به نظر ما یکی از کتاب‌های کلیدی تمام ادبیات قرن نوزدهم است. و در نیمه نخست آن قرن همان مقامی را دارد که در نیمه دوم قرن مختص به کتاب تربیت احساساتی، اثر گوستاو فلوبر، است. در صومعه پارم روان‌شناسی باریک‌بینانه قرن هجدهم وجود دارد (و به خاطر داشته باشیم که استاندال به نظر تحسین به لاکلو می‌نگریست)؛ در صورتی که ایجاز کلام و حذف مغلق‌گویی با دقت نظر بیشتری اعمال می‌شد به استاندال امکان می‌داد که ثمره‌های حقیقی‌ترین رئالیسم نورسته را بچیند و به شدت با آن توصیف وسیع رسوم و اخلاق، که بالزاک بیهوده بررسی نکرده است، رودررو شود. هرچند این شاید یکی از بدیع‌ترین ویژگی‌های این کتاب سرشار از حرکت و حرارت باشد که با بیانی شاعرانه به توصیف اخلاقیات می‌پردازد و راه حل خویش را در آن میان ارائه می‌کند.
این صفات و محاسن برای یک کتاب بزرگ کافی است. این صفات تنها علت استقبال خوانندگان از آن نیست. خوانندگان علاقه‌مند به ادبیات همواره صومعه پارم را می‌خوانند. آیا آن‌ها تصویر خود را در سیمای جبار پارم، در سیمای فابریس بازمی‌یابند؟ ممکن است چنین باشد. و از این گذشته، و بیشتر از این، شاید خودشان را در پرنس‌نشین پارم، در آن دربار کوچک پر از دسیسه بازمی‌یابند؛ در حالی که «فرانته پالا»ها کینه‌ها و بغضهایشان را تشدید، و سلاحهایشان را تیز می‌کنند.
پارم، بیشتر از آنکه تصویر کوچکی از یک امپراتوری باشد، تصویر کوچکی از مجموعه قدرت‌هاست و برای آنکه همه چیز را گفته باشیم، تصویر کوچک بشریتی دستخوش فتنه و نفاق است. آرزوهای شخصی و منظورهای سیاسی اینجا سخت به هم درمی‌آمیزند. برج فارنز، زندانبانان پست و و ژنرال کونتی‌اش، که منحصراً در بند وضع و موقع خویش در دربار است، تصویر کوچکی از کشوری است که به شیوه پلیسی اداره می‌شود. موسکا که مثل حکیمی ماهر از توطئه‌ها می‌گذرد، خود نیمه جباری است که دستخوش وحشت است و دنیای کوچکش پر از پلیس مخفی خودش است؛ توطئه‌گرانی که مردم را به هیجان می‌آورند، و در واقع برای رقبای شاهزاده کار می‌کنند، نفوذهای برون‌مرزی، و خلاصه همه این چیزها تصویرها و قهرمانها و شخصیتهای بسیار شناخته‌ای به وجود می‌آورند.

چنانکه دیده می‌شود این کتاب کلیدی قرن نوزدهم، کتاب کلیدی قرن بیستم نیز هست. استاندال، در اینجا هم، به کمال مطلوب شعار خویش (شعاری که از دانتون برگرفته بود)، «حقیقت، حقیقت تلخ»، نایل می‌آید.
و یگانه روشنیهای این دنیای ددمنش، در نهایت امر، شخصیت غم‌انگیز سانسورینا، شخصیت دل‌شکسته کللیا، و شخصیت پرتکبر و در عین حال وارسته و پرحرارت فابریس است که به فراسوی هرگونه کینه و تحقیری می‌رسد. این شخصیتها مظهر عشق، جاودانگی، جاه‌طلبی و دسیسه‌بازی‌اند؛ عشقی که به نظر استاندال مانند آن منظره «والا»یی است که فابریس از برج فارنز تماشا می‌کرد .